# 集州 (北周)
集州，中国古代的州。
北周天和五年（570年）置，治所在难江县（今四川省南江县）。辖境相当今四川省南江县及通江、旺苍二县部分地区。隋朝大业初年废。唐朝武德元年（618年）复置。天宝初年，改符阳郡。乾元初年，复改集州。北宋熙宁五年（1072年）废入巴州。
| 唐朝集州辖县 | 唐朝集州辖县                                       |
| ------------ | -------------------------------------------------- |
| 618年        | 难江县、白石县、符阳县、长池县、平桑县             |
| 625年        | 难江县、长池县、平桑县（白石县、符阳县改属壁州）   |
| 627年        | 难江县、长池县（废除平桑县）                       |
| 628年        | 难江县、长池县（复设平桑县）                       |
| 632年        | 难江县（废除平桑县、长池县）                       |
| 634年        | 难江县（符阳县来属）                               |
| 643年        | 难江县、符阳县（地平县来属）                       |
| 703年        | 难江县、地平县（符阳县改属壁州）                   |
| 711年        | 难江县、地平县（符阳县来属）                       |
| 765年        | 难江县、地平县（改名通平县）、符阳县（嘉川县来属） |

唐朝集州刺史
- 杨师谋（621年）
- 萧铉（武德、贞观年间）
- 韦孝謇（627年—629年）
- 周弘毅（贞观年间）
- 豆卢玄俨（唐高宗时）
- 王康寿（唐高宗、武后时）
- 苏味道（695年）
- 杨知亮（唐中宗时）
- 李重福（710年，未任）
- 李重茂（711年—714年）
- 薛文休（714年—715年）
- 李成裕（开元年间）
- 崔无诐（737年）
- 牛休克（开元年间）
- 符阳郡太守
- 封议（唐肃宗时）
- 韩光祚（唐肃宗时）
- 王沼（贞元年间）
- 啖异（817年之前）
- 崔承宠（821年）
- 敬衮（咸通年间）
- 孙偓（878年—881年间某时段）
- 王徽（885年）
- 晋晖（886年）
- 唐思贞
- 赵寅
- 晋晖